# Русалка (роман)
«Русалка» (англ. Rusalka) — фентезійний роман американської фантастки К. Дж. Черрі. Вперше книжка була видана в 1989 році. «Русалка» є першою книгою Руської Трилогії, події якої розгортаються на берегах Дніпра під Києвом у часи середньовічної Русі. Роман базований на слов'янській міфології та розповідає про долю дівчини-утоплениці, що стала русалкою, і навчання та становлення молодого чарівника.
«Русалка» номінувалася на премію «Локус» за найкращий фентезійний роман в 1990 році та посів третє місце.
Черрі самовидала роман в електронному форматі в 2010 році.

## Сюжет
Сашко (англ. Sasha) 15-річний конюх, який живе зі своїми дядьком та тіткою на постоялому дворі в містечку Воєвода (англ. Vojvoda). Сашкові батьки загинули при пожежі, в спричинені якої чарами він був звинувачений. Петро (англ. Pyetr) зухвалий молодик-міщанин, на якого одного разу нападає старий Юришев (англ. Yurishev) за зв'язки з його молодою дружиною. Петро тікає та потім дізнається, що Юришев мертвий, а звинувачують у цьому вбивстві його — звинувачують у вбивстві чаклунством. Поранений Петро ховається в стайні постоялого двору, і Сашко допомагає йому залишити місто.
Сашко та Петро протягом кількох днів через поля прямують у навський ліс. Сашко не вірить, що він чарівник, проте помічає, що інколи його бажання справджуються. Петро ж не вірить у чари взагалі. Виснажені та голодні вони знаходять обійстя біля річки. Його мешканцем виявляється чарівник Уламець (англ. Uulamets). Він лікує Петра та дозволяє залишитись з ним за умови, що вони допоможуть йому знайти його доньку Євушку (англ. Eveshka), яка втонула, коли їй було 16 років, та перетворилась на русалку. Петро не вірить у русалок, проте саме йому Євушка являється під час пошуків. Вона заманює його в ліс, але не топить, як зазвичай роблять інші русалки. Уламець та Сашко знаходять Петра цілим та неушкодженим, але на них нападає В'юр (англ. Hwiuur), водяник-перевертень, бо вони занадто близько підішли до води.
Уламець ловить В'юра та погрожує вбити його. Водяник молить про пощаду та зізнається, що втопив Євушку, але винить Чорнобога (англ. Chernevog), колишнього учня Уламця. Євушка закохалася в Чорнобога та втекла з ним. Чорнобог використав свої чари, аби керувати нею, а потім передав її В'юрові. І навіть русалкою Чорнобог продовжував контролювати її і не давав повернутися до батька. Уламець погоджується відпустити водяника за умови, що той допоможе знайти Чорнобога.
Під час пошуків Чорнобога Петро помічає Євушку та слідує за нею. Сашко хоче піти за Петром, аби захистити того, але Уламець каже залишитись. Уламець визнає за Сашком великі здібності до чарів та вчить того користатися своїми талантами, застерігаючи про небезпеку необачності в чарівництві. Петро закохується в Євушку. Він та вона знаходять разом в лісі будинок Чорнобога. Чорнобог миттєво бере під контроль Петра та наказує В'юру охороняти його. Чаклун зустрічає Сашка та Уламця блискавками, проте Уламець відбиває їх назад, підпалюючи будинок. Петро б'є В'юра та пересилює ослабленого Чорнобога. Уламець воскрешає доньку могутнім закляттям, але ціною свого власного життя, паралельно віддавши свої знання Сашкові.
Чорнобог непритомний, але Сашко не може вбити того. Замість цього він відправляє чаклуна в довгий і глибокий сон. В'юр зник. З'являються лісовики. Вони святкують Чорнобогову поразку та обіцяють охороняти його сон.

## Відгуки
В огляді в «Chicago Sun-Times» фантаст Рональд Дж. Грін назвав «Русалку» одним з найкращих фентезі 1989-го року. Попри критичне ставлення до техніки оповідання Черрі, він відзначив, що вона була чудовою в площині світопобудови, антропології, лінгвістики та фольклору. А рецензент «Kirkus Reviews» висловив думку, що сюжет «Русалки» доволі непоганий, але твір непереконливий та задовгий.